# Shama Hyder
Shama Hyder (Goa, 25 de abril de 1985) é uma empresária, autora e palestrante índio-americana.

## Biografia
Shama começou sua carreira como professora no início dos anos 2000. Durante esses anos, ela também iniciou seu próprio programa de TV chamado "Shama TV". Em 2009, Shama estabeleceu sua própria agência de marketing, The Zen Marketing Group. Em 2012, ela foi reconhecida pela Business Insider como uma das 21 jovens profissionais do ano. Ela começou sua carreira como escritora em 2016 e publicou seu primeiro livro "Zen of Social Media Marketing".
Outras edições do livro foram lançadas nos anos seguintes. Ela também é membro da turma de 2022 do Henry Crown Fellow dentro da Aspen Global Leadership Network no Aspen Institute. Shama fez palestras em vários eventos em 2020, incluindo o Executive Speakers Bureau Virtual Summit e a conferência da NASA com Mike Massimino, onde compartilhou suas experiências em marketing digital.
Ela também fez palestras em instituições como a Bentley University e a University of Texas. Em 2022, Shama participou da conferência "South by Southwest (SXSW)" no Texas como palestrante.

## Livros
- Zen do marketing de mídia social[12]
- Impulso[13]

## Respeito
- Shama foi incluída na Forbes 30 Under 30 Entrepreneurs.[14]
- prêmio stevie de ouro:2022[15]
- prêmio mundial de tecnologia:2018-19[16]